# Selma Sueli Silva
Selma Sueli Silva (Belo Horizonte, 17 de setembro de 1963) é uma jornalista, escritora e radialista brasileira, notável por ser uma das principais vozes do autismo feminino e do autismo em adultos no Brasil. Ela é uma das idealizadoras do portal O Mundo Autista, lançado em 2015.
Selma e Sophia Mendonça, sua filha, são "a voz do autismo feminino no Brasil".

## Carreira
Selma trabalhou como produtora e apresentadora em diversas rádios de Minas Gerais,  como a Rádio Itatiaia e a Rádio Inconfidência, alcançando grande audiência. Anteriormente, ela também trabalhou como assessora-chefe no INSS/MG. Atualmente, ela também atua como podcaster, abordando temas como autismo em idosos, etarismo e maternidade no autismo.
Seus trabalhos na literatura incluem a autobiografia Minha vida de Trás para Frente (2017), o livro-reportagem Camaleônicos (2019) e a coletânea Autismo no Feminino (2022).  Na ficção, escreveu o terror psicológico Nem Tudo é o que Parece (2024), que aborda a maternidade atípica.

## Vida pessoal
Selma Silva é mãe de Sophia Mendonça, em quem viu alguns sinais de autismo desde a infância (bater a cabeça na parede, hiperfoco e inteligência), mas o diagnóstico de TEA de Sophia só saiu aos 11 anos. Com depressão severa, o marido jornalista de Selma não aceitou o diagnóstico da filha e pediu divórcio em 2008. Assim Selma acabou arcando com todos os cuidados de Sophia: agenda, custo de tratamento, adaptação de rotina, aspectos emocionais.
No Ensino Médio, Sophia tinha uma aparência andrógina que chamava atenção e ela sofreu com fobia social. Assim, decidiram não revelar o autismo. No processo de se entender, Sophia desconfiou que a mãe também estivesse no espectro. Então, em 2016, aos 52-53 anos, Selma Sueli Silva foi diagnosticada com transtorno do espectro autista (TEA), o que a levou a compartilhar suas vivências e reflexões sobre o autismo através da escrita e das plataformas digitais.

## Prêmios
Em 2023, o canal Mundo Autista, apresentado por Selma Sueli Silva e Sophia Mendonça, conquistou o Prêmio Microinfluenciadores Digitais, na categoria pessoas com deficiência, durante a quinta edição do prêmios. A vitória ocorreu pelos votos popular e técnico.

## Rádio e Podcasts
|           | Título              | Função                   | Notas                        | Ref.   |
| --------- | ------------------- | ------------------------ | ---------------------------- | ------ |
| 2001-2015 | Rádio Vivo          | Painelista/Produtora     |                              | [ 20 ] |
| 2015      | Variedades          | Participante             |                              | [ 21 ] |
| 2015-2016 | Em Boa Companhia    | Apresentadora            |                              | [ 21 ] |
| 2017-2018 | Manhã Super         | Participante             |                              | [ 21 ] |
| 2020      | Interessa           | Apresentadora            |                              | [ 21 ] |
| 2022      | Vozes da Maturidade | Apresentadora            | Podcast                      | [ 8 ]  |
| 2022      | TransParente        | Apresentadora e Criadora | Podcast                      | [ 7 ]  |
| 2023      | Destereoriza        | Convidada                | Episódio: "Etarismo"         | [ 9 ]  |
| 2023      | Humanistas          | Convidada                | Episódio: "Rádio e Inclusão" | [ 22 ] |

## Livros
- 2017 - Minha vida de trás para frente[14]
- 2018 - Dez anos Depois [14]
- 2019 - Camaleônicos[12]
- 2022 - Autismo no Feminino[14]
- 2022 - Diversos Diálogos[23]
- 2024 - Nem Tudo é o que Parece[16]
- 2023 - Autismo(s) - Diversos Diálogos, Meios e Mediações[24]
- 2024 - Tabus Sobre a Maternidade Atípica e Identidade de Gênero - Nem Tudo é o que Parece![25]